# Hummeln (See)
Hummeln ist ein See südöstlich von Kristdala, in der schwedischen Provinz Kalmar län, auf dem Gebiet der Gemeinde Oskarshamn.

## Einschlagkrater
Der See bedeckt einen Einschlagkrater, der einen Durchmesser von etwa 1,2 km hat. Das Alter des Kraters wird auf 443 bis 470 Millionen Jahre geschätzt.